# Coma induzido
O coma induzido, ou coma barbitúrico é um coma temporário provocado por uma dose controlada de droga barbitúrica. É usado para proteger o cérebro durante grandes neurocirurgias e como última linha de tratamento em certos casos de estado epiléptico que não respondem a outros tratamentos.
Os compostos barbitúricos reduzem a taxa de metabolismo do tecido cerebral, assim como o fluxo sanguíneo cerebral. Com essas reduções, os vasos sanguíneos do cérebro se estreitam, diminuindo o volume ocupado pelo cérebro, e portanto, a pressão intracraniana. Acredita-se que com o inchaço aliviado, a pressão diminui e alguma ou toda lesão cerebral possa ser evitada. Muitos estudos comprovam essa teoria, mostrando redução da mortalidade no tratamento de hipertensão intracraniana refratária com o coma induzido.
Cerca de 55% da utilização de oxigênio e glicose do cérebro é destinada para sua atividade elétrica e o resto para todas outras atividades, como metabolismo. Isso é reconhecido por dispositivos como o eletroencefalograma, que mede a atividade elétrica cerebral. Quando barbitúricos são dados para pacientes com cérebro danificado para induzir o coma, eles agem reduzindo a atividade elétrica, o que teoricamente reduz a demanda de oxigênio e metabólica. Uma vez que há melhora no estado geral do paciente, as drogas são reduzidas gradualmente o paciente retoma a consciência.

O coma induzido é utilizado no tratamento da raiva, através do Protocolo de Milwaukee.[carece de fontes?]